# Princess Principal
Princess Principal (яп. プリンセス プリンシパル Пуринсэсу Пуринсипару) — оригинальный аниме-сериал, созданный на студиях Studio 3Hz и Actus, премьера которого состоялась 9 июля 2017 года. Режиссёр — Масаки Татибана, сценарист — Итиро Окоии, а композитор — Юки Кадзиура. В настоящее время разрабатывается игра под названием Princess Principal Game of Mission.

## Сюжет
История разворачивается в XX веке, в вымышленном аналоге Англии под названием Альбион. В начале XX века Королевство Альбион монополизировало таинственную субстанцию под названием «кейворит», чтобы построить флот тяжело вооружённых дирижаблей, который сделал Альбион великой силой в мире. Однако пролетариат Альбиона был в ярости на правящий класс своей страны, игнорировавший их бедственное положение, и провёл «лондонскую революцию», когда низшие классы пытались свергнуть королевскую семью. В конце концов, обе стороны достигли тупика, и посередине Лондона воздвигли стену, разделившую Альбион на две страны: Содружество и Королевство.
Спустя несколько лет Содружество запускает операцию «Подмена», план замены королевской принцессы Шарлотты Анджи, девочкой, очень похожей на нее, чтобы иметь высококлассного агента в королевской семье. Однако одна из шпионок выдаёт себя, и Шарлотта предлагает сотрудничество с Содружеством, если Анжи и ее друзья помогут ей стать королевой страны. Так начинается история о пятерых девочках, включая принцессу, которые служат тайными шпионами Содружества, под прикрытием посещая престижную школу имени королевы Мейфэр.

## Персонажи
Анджи Ля Каррэ (яп. アンジェ Андзэ) — пепловолосая девушка, для прикрытия носящая очки и выдающая себя за кроткую ученицу. На деле же мастер рукопашного боя и стрельбы, привыкла сражаться с помощью кейворита. Является настоящей принцессой Шарлоттой.
Сэйю: Аяка Имамура (аниме), Аой Кога (фильмы)
Принцесса Шарлотта (яп. プリンセス Пуринсэсу) — бывшая бродяжка по имени Анджи, однажды забредшая в монарший замок, точная копия принцессы Шарлотты. Любила меняться с ней местами, однажды это привело к их окончательной замене: в тот день произошла революция, во дворец ворвались протестующие, а настоящая принцесса провалилась в канализацию. Мечтает ликвидировать неравенство в государстве и убрать стены между сердцами людей.
Сэйю: Акира Сэкинэ
Дороти МакБин (яп. ドロシ Дороси) — фактически командир отряда, самая старшая из всех шпионок. В 20 лет притворяется старшеклассницей, курит на крыше академии. Водит автомобиль шпионок, искусная обольстительница (худа и при этом большегруда), связная. Любит рисковать.
Сэйю: Ё Таити
Беатрис (яп. ベアトリス Бэаторису) — единственная подруга Шарлотты в школе, кроткая и писклявая девочка низкого роста. Стала шпионкой нехотя, чтобы помогать принцессе. Отец заменил её голосовые связки искусственными, и теперь она может заглушать и изменять свой голос.
Сэйю: Акира Кагэяма
Тисэ (яп. ちせ Тисэ) — японка, приехавшая в Англию в качестве телохранителя своего сюзерена. Вступила в отряд, восхищаясь навыками Анджи, но та и Дороти относятся к ней с недоверием. Является двойным агентом (разведывает обстановку для Японии). Мастерски владеет оружием, распространённым в Японии.
Сэйю: Нодзоми Фуруки
Герцог Норманди  (яп. ノルマンディー公爵 Норуманди: Ко:сяку) -
Сэйю: Такая Хаси
Л (яп. エル Эру) -
Сэйю: Такаюки Суго
7 (яп. セブン Сэбун) -
Сэйю: Миюки Савасиро
Полковник (яп. 大佐 Таиса) -
Сэйю: Такуми Ямадзаки
Газзель (яп. ガゼル Гадзэру) -
Сэйю: Юко Иида

## Медиа

### Аниме
Было объявлено о создании оригинального аниме-сериала, созданного студиями Studio 3 Hz и Actas. Режиссёром был объявлен Масаки Татибана, сценаристом — Итиро Окоти, известный по написанию сценария к Код Гиасс. Премьера аниме состоялась в 9 июля 2017 года.

### Фильм
В начале мая 2018 года был анонсирован сиквел сериала, однако он выйдет в формате шести короткометражных фильмов (каждый — продолжительностью около 50 минут). Премьера первого фильма ожидалась изначально в 2019 году, однако позже появилась информация о том, что полнометражное продолжение под названием Princess Principal: Crown Handler выйдет в японский прокат только 10 апреля 2020 года. В Твиттере создатели проекта представили трейлер и постер сиквела. Итиро Окоти больше не числится сценаристом, отныне эту должность занимает Нобору Кимура («Амагами 2», «Трудные подростки приходят из параллельного мира?»). Над дизайном персонажей вместе с Юкиэ Акией теперь трудится Кимитакэ Нисио (Da Capo III). Кроме того, Studio 3 Hz, которая создавала телесериал совместно со студией Actas, не работает над фильмом. Сэйю Аяка Имамура, исполнившая роль Анджи в сериале, завершила карьеру летом 2018 года, и теперь вместо неё героиню озвучивает Аой Кога (Кагуя в сериале «Госпожа Кагуя: В любви как на войне»). Остальные сэйю вернутся к своим ролям.

## Рецензии и оценки
Как отмечает рецензент ANN, Princess Principal стало одним из лучших аниме сезона, а визуальный ряд дополняется отличной музыкой Юки Кадзиуры. Дизайн персонажей является стандартным для аниме, но в то же время аниме демонстрирует широкий выбор одежды для них.

## Примечание
1. ↑  Princess Principal Original TV Anime Revealed With Cast, Staff, Promo Video, Summer 2017 Debut. Anime News Network. Дата обращения: 24 марта 2017. Архивировано 14 июня 2018 года.
2. 1 2 3 4 5  Princess Principal Anime's Ad Highlights Main Characters. Anime News Network (26 июня 2017). Дата обращения: 13 августа 2017. Архивировано 30 июля 2017 года.
3. ↑  Sentai Filmworks Licenses Princess Principal for Summer Simulcast. Anime News Network (27 июня 2017). Дата обращения: 27 июня 2017. Архивировано 1 августа 2017 года.
4. ↑  Theron Martin. Princess Principal: Episode 12 (англ.). Anime News Network (25 сентября 2017). Дата обращения: 2 ноября 2017. Архивировано 1 ноября 2017 года.
5. ↑  Theron Martin. Princess Principal: Episodes 1-2 (англ.). Anime News Network (16 июля 2017). Дата обращения: 2 ноября 2017. Архивировано 7 ноября 2017 года.